# Dybowskis savannmangust
Dybowskis savannmangust (Dologale dybowskii) är ett rovdjur i familjen manguster som förekommer i centrala Afrika.
Arten var fram till 2013 bara känd från 31 uppstoppade exemplar som förvaras i museer. Dessutom noterades några iakttagelser av individer som troligen var Dybowskis savannmangust.
Djuret tillhör de mindre arterna i familjen. Kroppslängden (huvud och bål) ligger mellan 25 och 33 centimeter, svanslängden mellan 16 och 23 centimeter och vikten mellan 300 och 400 gram. Den korta och mjuka pälsen är på ovansidan brunaktig. Huvudet och nacke är mörkare eller nästan svart. Med den rödgråa buken liknar djuret arterna i släktet Helogale. Tandformeln är I 3/3 C 1/1 P 3/3 M 2/2, alltså 36 tänder men ibland saknas den första premolaren.
Utbredningsområdet ligger i Centralafrikanska republiken, nordöstra Kongo-Kinshasa, i södra Sudan och västra Uganda. Arten föredrar områden med några träd och finns både i savannen och i bergsregioner.
Det är inte mycket känt om mangustens levnadssätt. På grund av de skarpa klorna och de mjuka tänderna antas att den vid letandet efter föda gräver i marken efter ryggradslösa djur. I magsäcken av en individ hittades småbitar av frön, av termiter och av dubbelfotingar. I viss mån ska den vara aktiva på dagen. Ett djur som troligen tillhörde denna art gömde sig i en termitstack efter att det blev upptäckt.
På grund av att arten är så sällsynt listas den av IUCN med kunskapsbrist (DD).